# Çamlıdere
Çamlıdere là một huyện thuộc tỉnh Ankara, Thổ Nhĩ Kỳ. Huyện có diện tích 633 km² và dân số thời điểm năm 2007 là 9329 người, mật độ 15 người/km².